# Mousse di maracuja
La mousse di maracuja è un tipico dolce del Brasile. La sua preparazione, piuttosto semplice, consiste nel mescolare in egual misura latte condensato, panna e polpa di maracuja, con l'aggiunta di gelatina per solidificare la crema ottenuta una volta raffreddata. Talvolta si preparano mousse simili con altri frutti, tra cui l'uva, la guaiava e la fragola.